# Tiếng Co
Tiếng Co (còn gọi là Cùa, Col, Khùa), là ngôn ngữ của người Co, một dân tộc sống tại các tỉnh Quảng Nam và Quảng Ngãi ở miền trung Việt Nam .
Tiếng Co thuộc nhóm ngôn ngữ Môn-Khmer. Các phương ngữ của tiếng Co bao gồm Kol (Kor, Cor, Co, Col, Dot, Yot) và Traw (Trâu, Đồng).
Từ điển của Maier & Burton (1981) hiện là từ điển tiếng Co tốt nhất hiện có.

## Phân loại
Paul Sidwell (2009) xếp tiếng Co là một nhánh chính độc lập của nhóm ngôn ngữ Bahnar, mà ông gọi là Bahnar Đông. Tiếng Co có sự tiếp xúc rộng rãi với ngôn ngữ Bahnar Bắc. Tuy nhiên, Sidwell (2002) đã phân loại trước đó thì tiếng Co là một ngôn ngữ thộc nhóm Bahnar Trung.

## Ngữ âm
Dưới đây bảng phụ âm và nguyên âm theo trích dẫn của Sidwell (dựa trên Maier 1969):

### Phụ âm
|          |           | Đôi môi | Đôi môi | Lợi    | Lợi    | Ngạc cứng | Ngạc cứng | Ngạc mềm | Ngạc mềm | thanh hầu |
| -------- | --------- | ------- | ------- | ------ | ------ | --------- | --------- | -------- | -------- | --------- |
| Tắc      | bật hơi   | pʰ      | pʰ      | tʰ     | tʰ     |           |           | kʰ       | kʰ       |           |
| Tắc      | vô thanh  | p       | p       | t      | t      | c         | c         | k        | k        | ʔ         |
| Tắc      | hữu thanh | b       | b       | d      | d      | ɟ         | ɟ         | ɡ        | ɡ        |           |
| Tắc      | hút vào   | ɓ       | ɓ       | ɗ      | ɗ      |           |           |          |          |           |
| Mũi      | Mũi       | m       | m       | n      | n      | ɲ         | ɲ         | ŋ        | ŋ        |           |
| Xát      | Xát       |         |         | s      | s      |           |           |          |          | h         |
| Tiếp cận | Tiếp cận  | w       | w       | l r ʰl | l r ʰl | j         | j         |          |          |           |

### Nguyên âm
|          | Trước | Trước | Giữa | Giữa | Sau | Sau |
| ngắn     | dài   | ngắn  | dài  | ngắn | dài |     |
| -------- | ----- | ----- | ---- | ---- | --- | --- |
| Đóng     | i     | iː    | ɨ    | ɨː   | u   | uː  |
| Nửa đóng | e     | eː    |      |      | o   | oː  |
| Nửa mở   | ɛ     | ɛː    | ə    | əː   | ɔ   | ɔː  |
| Mở       |       |       | a    | aː   |     |     |